# (15874) 1996 TL66
(15874) 1996 TL66 — кандидат в карликові планети, транснептуновий об'єкт розсіяного диску. Оцінка діаметра: 515 км.

## Відкриття
Об'єкт виявлений у 1996 році групою вчених. Це був перший виявлений об'єкт розсіяного диска, хоча інший об'єкт (48639) 1995 TL8 виявили роком раніше, все ж він був пізніше класифікований як об'єкт розсіяного диска. (15874) 1996 TL66 був одним із найбільших ТНО на момент відкриття. Він пройшов перигелій у 2001 році.

## Характеристика
(15874) 1996 TL66 рухається по орбіті навколо Сонця з великою піввіссю у 83,9 а. о., але в цей час він знаходиться на відстані в 35 а. о. від Сонця з видимою зоряною величиною 21. Космічний телескоп «Спітцер» оцінив наявність низького альбедо і на основі цих даних вирахував його діаметр — близько 575 0± 115 км. Припускається, що (15874) 1996 TL66 має сферичну форму, оскільки будь-який крижаний об'єкт із діаметром понад 400 км, імовірно є сферичним. 
Оскільки цей об'єкт був відкритий в 1996 році, він має всі шанси стати першою крижаною карликовою планетою, виявленою після відкриття Плутона.